# Poppenreuth (Kammerstein)
Poppenreuth (fränkisch: Bobmraid) ist ein Gemeindeteil der Gemeinde Kammerstein im Landkreis Roth (Mittelfranken, Bayern). Poppenreuth liegt in der Gemarkung Günzersreuth.

## Geografie
Beim Dorf entspringt ein namenloser rechter Zufluss des Geisbachs, der wiederum ein linker Zufluss der Aurach ist. Im Osten grenzt das „Sandfeld“ an und im Süden der „Unterflur“, im Südosten der „Eichelgarten“ und im Nordosten das Waldgebiet „Hölle“. Eine Gemeindeverbindungsstraße führt zur Bundesstraße 466 (0,6 km nordwestlich) bzw. zur Kreisstraße RH 4 (0,8 km südöstlich). Eine weitere Gemeindeverbindungsstraße führt nach Kammerstein (1 km nordöstlich).

## Geschichte
Im Jahre 1291 wurde der Ort als „Poppenreut“ erstmals urkundlich erwähnt. Der Ortsname hat als Bestimmungswort den Personennamen des Gründers Poppo und als Grundwort -reuth, d. h. „Zur Rodung des Poppo“. Im 13. Jahrhundert bestand der Ort wahrscheinlich aus 4 Ganzhöfen. Im Salbuch für das eichstättische Pflegamt Abenberg, das um 1300 aufgestellt wurde, wurde der Ort als „Poppenriut“ erwähnt. Zu dieser Zeit hatte der Bischof dort ein Lehen. In den folgenden Salbüchern wurde dieses Lehen aber nicht mehr aufgelistet. Im burggräflichen Salbuch von 1410 wurden für „Poppenreuͤt“ 2 Güter und 1 Schmiedstatt angegeben, wobei die Güter dem Kastenamt Schwabach unterstanden und die Schmiede einen Hans Schuster aus Kammerstein gehörte. Im Salbuch des nunmehr markgräflichen Amtes Schwabach, das 1530 aufgestellt wurde, wurden für den Ort 5 Anwesen und 1 Hirtenhaus angegeben, wobei 2 Höfe Schwabach unterstanden und 3 weitere Anwesen der Reichsstadt Nürnberg. 1732 gab es laut den Oberamtsbeschreibungen von Johann Georg Vetter in Poppenreuth 6 Anwesen, von denen 3 Schwabach unterstanden und 3 der Reichsstadt Nürnberg (St. Katharina-Klosteramt: 1, Landesalmosenamt: 2).
Auch gegen Ende des 18. Jahrhunderts gab es in Poppenreuth 6 Anwesen und ein Gemeindehirtenhaus. Das Hochgericht übte das brandenburg-ansbachische Oberamt Schwabach aus. Die Dorf- und Gemeindeherrschaft hatte das Kastenamt Schwabach. Grundherren waren das Kastenamt Schwabach (2 Ganzhöfe, 1 Gütlein) und die Reichsstadt Nürnberg (St. Katharina-Klosteramt: 1 Ganzhof; Landesalmosenamt und Kirche Eibach: 1 Köblergut; Landesalmosenamt und Kirche Röthenbach: 1 Ganzhof). Von 1797 bis 1808 unterstand der Ort dem Justiz- und Kammeramt Schwabach. 1802 gab es im Ort 7 Untertansfamilien, von denen 4 dem Kastenamt Schwabach und 3 der Reichsstadt Nürnberg unterstanden.
Im Rahmen des Gemeindeedikts wurde 1808 Poppenreuth dem Steuerdistrikt Günzersreuth und der 1818 gebildeten Ruralgemeinde Günzersreuth zugeordnet. Am 1. Januar 1972 wurde Poppenreuth im Zuge der Gebietsreform in Bayern nach Kammerstein eingegliedert.

### Baudenkmal
- Haus Nr. 6: Bauernhaus[15]

### Einwohnerentwicklung
| Jahr      | 001818 | 001840 | 001861 | 001871 | 001885 | 001900 | 001925 | 001950 | 001961 | 001970 | 001987 |
| Einwohner | 59     | 63     | 61     | 68     | 78     | 65     | 58     | 90     | 67     | 53     | 50     |
| Häuser    | 12     | 10     |        |        | 12     | 12     | 12     | 11     | 11     |        | 10     |
| Quelle    | [ 17 ] | [ 18 ] | [ 19 ] | [ 20 ] | [ 21 ] | [ 22 ] | [ 23 ] | [ 24 ] | [ 25 ] | [ 26 ] | [ 1 ]  |

## Religion
Der Ort ist seit der Reformation evangelisch-lutherisch geprägt und bis heute  nach St. Georg (Kammerstein) gepfarrt. Die Katholiken waren ursprünglich nach St. Vitus (Veitsaurach) gepfarrt, heute ist die Pfarrei St. Sebald (Schwabach) zuständig.